# Александър Полешчук
Александър Фьодорович Полешчук (на руски: Александр Фёдорович Полещук) е руски космонавт, Герой на Русия (1993). Извършил единствения си 179-дневен полет в космоса с кораба „Союз ТМ-16“ (24 януари — 22 юли 1993, 13-а основна експедиция на орбиталната станция „Мир“). Позивна – „Вулкан-2“.

## Биография
Роден е на 30 октомври 1953 г. в Черемхово, Иркутска област, СССР, дн. Русия. След завършването на Московския авиационен институт през 1977 г. работи в НПО „Енергия“. Занимава се с разработка на инструменти и технологии за работа в открития космос.
През 1982 г. преминава подготовка за зачисляване в 7-а група на космонавтите на НПО „Енергия“, а в следващите години редовно преминава повторни изследвания за допускане до тренировки; седем години по-късно, през 1989 г. е зачислен като кандидат в 9-а група космонавт на НПО „Енергия“. Получава квалификация космонавт-изследовател на 1 февруари 1991 г., тренира за полети на „Союз ТМ“ и „Мир“. През юли 1992 е назначен за бординженер на дублиращия руско-френски екипаж на кораба „Союз ТМ-15“. През септември 1992 г. е назначен за бординженер на основния екипаж на планираната 13-а основна (продължителна) експедиция на „Мир“.
На 24 януари 1993 г. излита в космоса с кораба „Союз ТМ-16“ (командир на кораба Генадий Манаков). На 26 януари „Союз ТМ-16“ се скачва със задния скачващ възел на модула „Кристал“, образувайки най-голямата конфигурация на „Мир“ за цялата му история (обща маса повече от 90 тона). 12-а основна експедиция (Анатолий Соловьов, Сергей Авдеев) напуска „Мир“ на 1 февруари 1993. На 4 февруари 1993 космонавтите провеждат експеримента „Знаме“ за разполагане на 20-метров рефлектор. На 19 април 1993 Полешчук и Манаков излизат в открития космос за монтажа на устройство за ориентация на слънчевите батарии на модула „Квант“. Второто излизане за разполагане на слънчеви батерии, Полещук извършва на 18 юни.
На 4 юли 1993 към „Мир“ се скачва „Союз ТМ-17“ с екипаж (Александър Серебров, Василий Циблиев, Жан-Пиер Еньоре). На 22 юли 1993 Полещук, Манаков и Еньоре се завръщат успешно на Земята.
От април 1994 до април 1995 г. преминава подготовка като бординженер на третия (резервен) екипаж на космическия кораб „Союз ТМ-21“ по програмата на 18-а основна експедиция на борда на ОС „Мир“. На 10 април 1995 г. с решение на главната лекарска комисия е отстранен от подготовка по здравословни причини. От март 1999 г. преминава подготовка по програмата за полети към МКС.
От 2002 г. е назначен за началник на 293-ти отдел на НПО „Енергия“ (по работа в открития космос).
На 21 февруари 2002 г. е назначен за командир на втория (дублиращ) екипаж на 9-а експедиция до МКС. Пристъпва към подготовка през април 2002 г., но на 20 януари 2003 г. с решение на лекарската комисия е оценен като временно негоден за подготовка по здравословни причини. В този ден е отстранен от подготовка за полети и изведен от екипажа. На 25 март 2004 г. със заповед на президента на РКК „Енергия“ е пенсиониран от длъжността космонавт-изпитател поради възраст.

## Награди
- Герой на Русия (Указ на Президента на Русия от 23 юли 1993 г.)
- Кавалер на орден „За заслуги“ (Франция), (Франция, май 1998).